# کوه کش
کوه کش (انگلیسی: Kush) کوهی در نزدیکی شهر کلات در کشور پاکستان است. این کوه در فاصله کمی از کوه‌های کشی جای دارد.